# داسيا لودجي
داسيا لودجي هي سيارة ميني فان تنتجها مجموعة رينو تباع تحت العلامة التجارية داسيا في أوروبا وتحت العلامة التجارية رينو في الأسواق الأخرى.

## التاريخ
لأنها مستمدة من سيارات الدفع الرباعي أدى إلى نجاح داسيا داستر، لودجي يجري تطويرها في إطار قانون J92. بعد أن أعلنت تحت اسم بوبستر، داسيا يكشف عن النسخة نصب أندروس تم اخيار اسم لودجي في 14 نوفمبر 2011. [بحاجة لمصدر]
التقديم الرسمي للسيارة كان في معرض جنيف للسيارات عام 2012، والطرح في السوق في شهر نيسان / أبريل 2012. وتصميم من لودجي قد كشف في 5 كانون الثاني / يناير 2012 على موقع الشركة المصنعة رينو.
يتميز نموذج لودجي بالسرعة المحددة وتحديد المواقع الذي يعمل باللمس. وتقع في منتصف الطريق بين محطة عربة صغيرة، هذه السيارة لها 5 أو 7 مقاعد.
في عام 2014، 999 27 لودجي تم إنتاجها، بما في ذلك 940 تحت علامة رينو التجارية.
في عام 2016 ، لودجي ودوكر هي صياغة خمر 2017 : أنها تتلقى مصبغة مع ثماني وحدات، عصا كروم يصل إلى الباب الخلفي من لودجي مع عجلات جديدة، جديد المفارش والمواد مع عجلة القيادة مع أربعة فروع تظهر أيضا في سيارتين.

## قائمة المعدات
- لودجي: فقط محرك البنزين 1.6 (إم بي إي)  85 حصان، مقود مرن، 4 وسائد هوائية، فرامل ABS
- جو: ودجي + الجبهة نوافذ كهربائية مركزية الأبواب عن طريق التحكم عن بعد، مقعد وعجلة القيادة القابلة للتعديل في الارتفاع، تخزين غطاء لوحة أجهزة القياس علبة مغلقة
- الفائز: الغلاف الجوي + تكييف، دليل، السرعة، مرايا كهربائية، مع الانتهاء من الكروم
- هيبة: الفائز + خلفية نوافذ كهربائية، عجلات 16 بوصة، الكاميرا الخلفية، نظام تحديد المواقع الملاحة شاشة تعمل باللمس MEDIANAV, عجلة القيادة والعتاد مقبض من الجلد

سلسلة محدودة عليوي  مجهزة كتلة Tce 115 أطلقت في حزيران / يونيو 2013. وهي تقع بين الإصدارات أجواء والحائز على جائزة.
- ودجي: نفس الإصدار السابق.
- عليوي: ودجي + دليل تكييف، داسيا Plug&راديو، مصدات أمامية bi-لهجة على متن الكمبيوتر، الجانب القضبان السوداء، مقعد الصف 2 قابلة للطي 1/3 و 2/3, ذاكرة التخزين المؤقت حقيبة، قفل مركزي، الجبهة نوافذ كهربائية
- خط أسود: عليوي + سقف شريط الساتان كروم، جنوط سبيكة قياس 16, Media Nav, السرعة، السيارات المساعدة، مصابيح الضباب الخلفية، النافذة الخلفية الكهربائية حزمة الراحة مع عجلة القيادة تعديل مقعد السائق والأحزمة في الارتفاع، مرآة كهربائية، عجلة القيادة وتحول مقبض جلد اليد الفارغة محكمة السد.
- سانديرو (منذ أيلول / سبتمبر 2014): عليوي + روف بار المعدني الداكن + جنوط 16 بوصة المعدني الداكن + المرايا الخارجية المعدني الداكن + حزمة جميع الطرق + حزمة الراحة + - مقعد معين المفروشات + البردي الأزرق بدلا من الكروم.

من بين الخيارات الجديدة، من بين الأمور الأخرى، مقاعد جلدية، مقاعد أمامية مدفأة.

## محركات
في صدوره في فرنسا، داسيا لودجي المقترحة في جوهرها سوى 1.6(إم بي إي) 85 حصان  والديزل 1.5 دي سي إي 90 110ch. فقط محركات الديزل يمكن تزويدها ب7 مقاعد مع إطلاق السيارة.
في حزيران / يونيو 2013، كتلة تقف 1.2 تي سي إي 115 المستمدة من كتلة الطاقة 115 من مجموعة رينو تصبح متوفرة.
| نموذج       | قدرة مكعب (سم) | القوة (حصان) | عزم الدوران (نيوتن متر) | السرعة القصوى (كم/ساعة) | الاستهلاك (لتر/100 km) | انبعاثات CO2/كم في ز |
| ----------- | -------------- | ------------ | ----------------------- | ----------------------- | ---------------------- | -------------------- |
| 1.6 16v     | 1 598          | 85           | 134                     | 160                     | 7,1                    | 163                  |
| 1.2 Tce 115 | 1 198          | 115          | 190                     | 179                     | 5,7                    | 131                  |
| 1.5 DCi 90  | 1 461          | 90           | 200                     | 169                     | 4,2                    | 109                  |
| 1.5 DCi 110 | 1 461          | 110          | 240                     | 175                     | 4,2                    | 116                  |

## التشطيبات

### سلسلة خاصة
- Explorer

## الاستقبال والانتقادات من الصحافة
داسيا لودجي رحبت بها بشكل إيجابي جدا من قبل كل من الصحافة، والتي أشاد بحجمها الداخلي والراحة وتعليق التقدم في المعدات مقارنة مع بقية المجموعة والجهد جلبت على عازل للصوت، التوجيه، الكبح العرض العام. سعره لا منافسة حقيقية في انتاجه هو أيضا من الواضح أن جزء7 من القوة، على الرغم من أنها أحسن قليلا من داسيا لوجان، وأحسن تجهيزا.
كثير من العيوب لاحظتها مجلة السيارات 793 مايو 2012 منها " المضادة للانزلاق ESP خيار عجلة القيادة ليست قابلة للتعديل في العمق، الضوضاء الهوائية،قالب:Etc ". أكثر عموما، جشع 1.6 إم بي إي 85 حصان يتم رفع، وإذا الديزل دي سي إي 110 وأشاد عن أدائها، عدم وجود عزم الدوران تحت 000 2  r/min وأكد تقريبا في جميع اختبار الإفراج عن بعض وفضلت أكثر تواضعا دي سي إي 90, أقل قوة ولكن أكثر مرونة في الدورات المنخفضة. وكذلك Autoplus يعتقد أن «1.5 دي سي إي 90 حصان يمثل أفضل حل وسط السعر/المتعة/الأداء».

## المنافسة

### داسيا لودجي مثلج
إن السيارة المبتكرة لودجي أندروس الكأس الي قدمت في تشرين الثاني / نوفمبر 2011، شهد أول عمل له في المنافسة على 3-4 كانون الأول / ديسمبر في فال تورين. ألان بروست فاز في المسابقة في 2011-2012 على عجلة القيادة.

كما داسيا داستر المشارك سابقا في نصب أندروس، أنها بنيت على هيكل أنبوبي ومجهزة مع محرك V6 سعة 3.0 من تحالف رينو-نيسان. تصميم وتصنيع الانتصاب هي عمل تورك الهندسة، في حين أن محرك جزء تم تطويرها من قبل Sodemo. الإيقاف، أما بالنسبة داستر، عمل سيرام، رينو سبورت التقنيات RST جلب بقية تقنية.

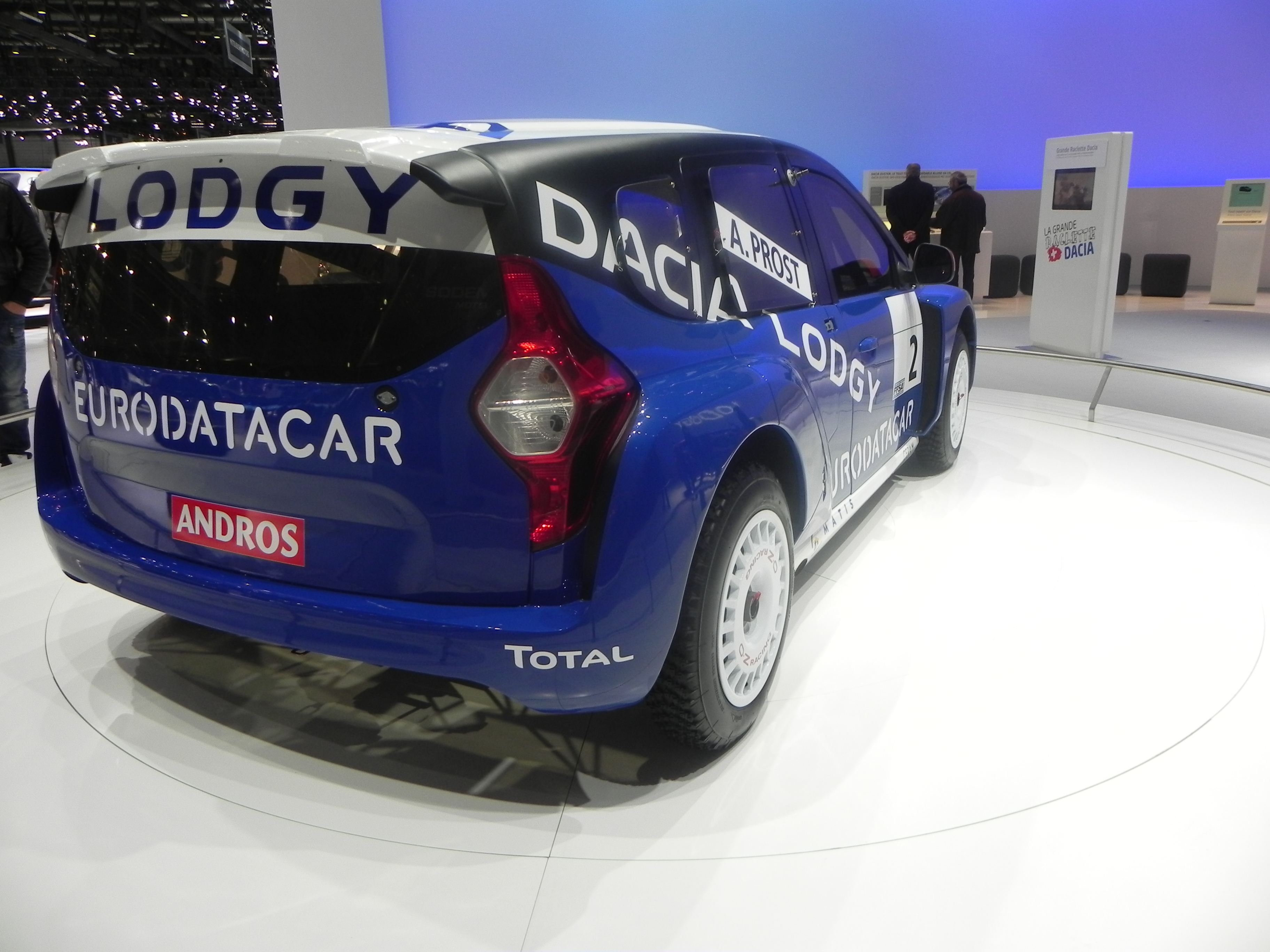
داسيا ودجي مثلج
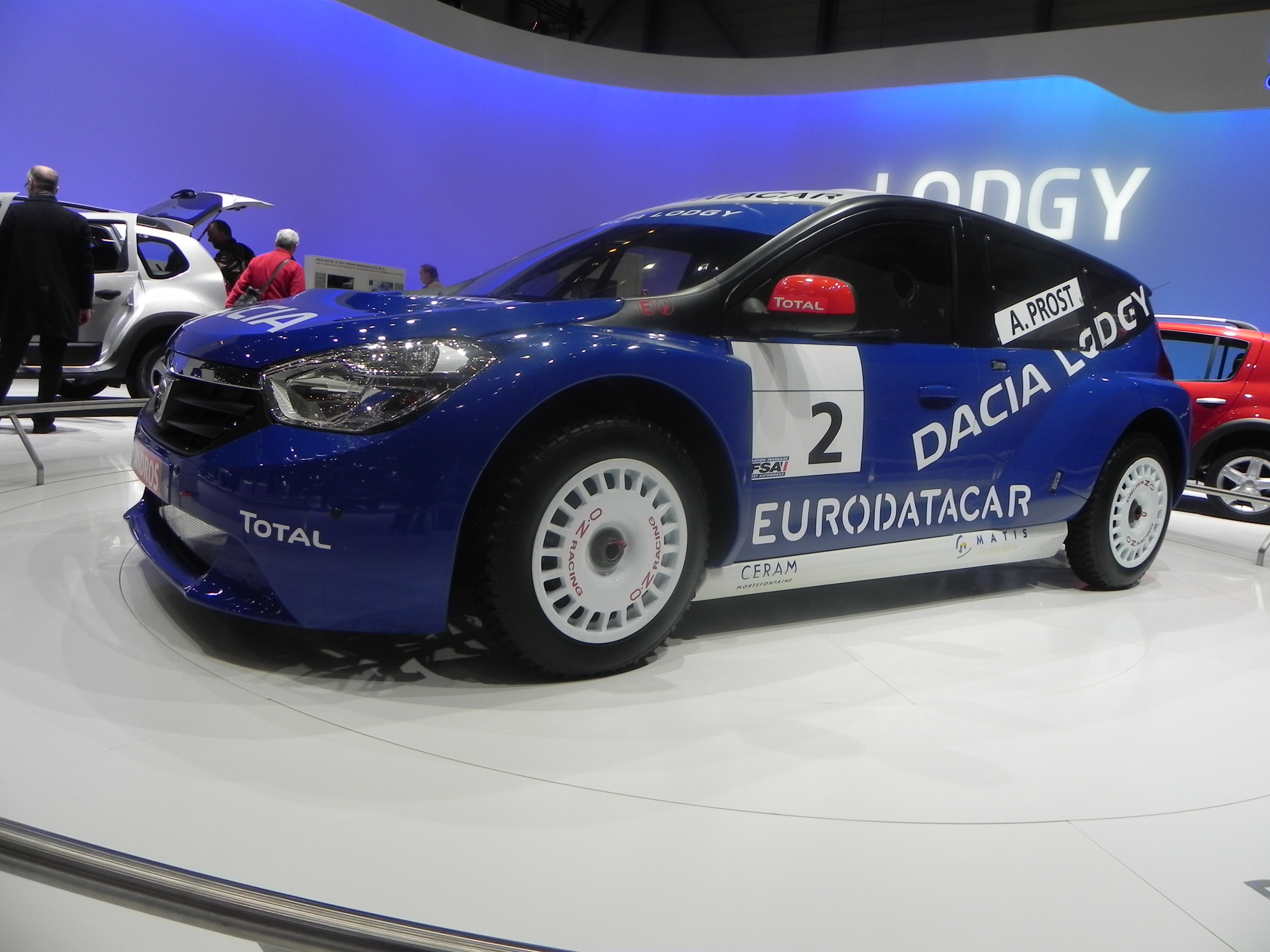
داسيا ودجي مثلج

## الملاحق

### وتلاحظ المصادر والمراجع
1. ↑  Communiqué sur le site du constructeur : http://www.renault.com/fr/Vehicules/dacia/Pages/lodgy.aspx نسخة محفوظة 2012-06-14 على موقع واي باك مشين.
2. ↑  [Autoplus du 27 février 2014]
3. ↑  Mini-lifting pour les Dacia Dokker et Lodgy 2017, sur L'Automobile, 21 novembre 2016 (consulté le 03 décembre 2016) نسخة محفوظة 23 مارس 2018 على موقع واي باك مشين.
4. ↑  L'Automobile, 793, mai 2012 نسخة محفوظة 04 2يناير7 على موقع واي باك مشين.
5. ↑  Auto Plus, n°1233 du 23 avril 2012 نسخة محفوظة 03 2يناير9 على موقع واي باك مشين.

### مقالات ذات صلة
- داسيا دوكر
- داسيا دستر
- داسيا لوغان
- داسيا سانديرو

### وصلات خارجية
- الموقع الرسمي داسيا
- الموقع الرسمي من داسيا المجموعة